# Stanisław Eljasz-Radzikowski
Stanisław Eljasz-Radzikowski (ur. 21 czerwca 1869 w Krakowie, zm. 19 czerwca 1935 tamże) – polski lekarz, artysta malarz, badacz historii, nazewnictwa geograficznego i kultury ludowej Tatr i Podhala. Był synem Walerego Eljasza-Radzikowskiego. Tworzył akwarele, rysunki, litografie. Był popularyzatorem wartości leczniczych gór oraz stylu zakopiańskiego w architekturze.

## Życiorys
W Krakowie uczęszczał do renomowanego gimnazjum św. Anny, gdzie jego ojciec nauczał rysunku. Po studiach medycznych w Krakowie (doktorat w 1893 r.) przez pewien czas (1894-1896) pełnił funkcję lekarza klimatycznego w Zakopanem, przez następny rok praktykował tamże prywatnie, a od 1897 r. był asystentem kliniki lekarskiej Uniwersytetu Lwowskiego. Opublikował kilka prac i artykułów z zakresu medycyny.

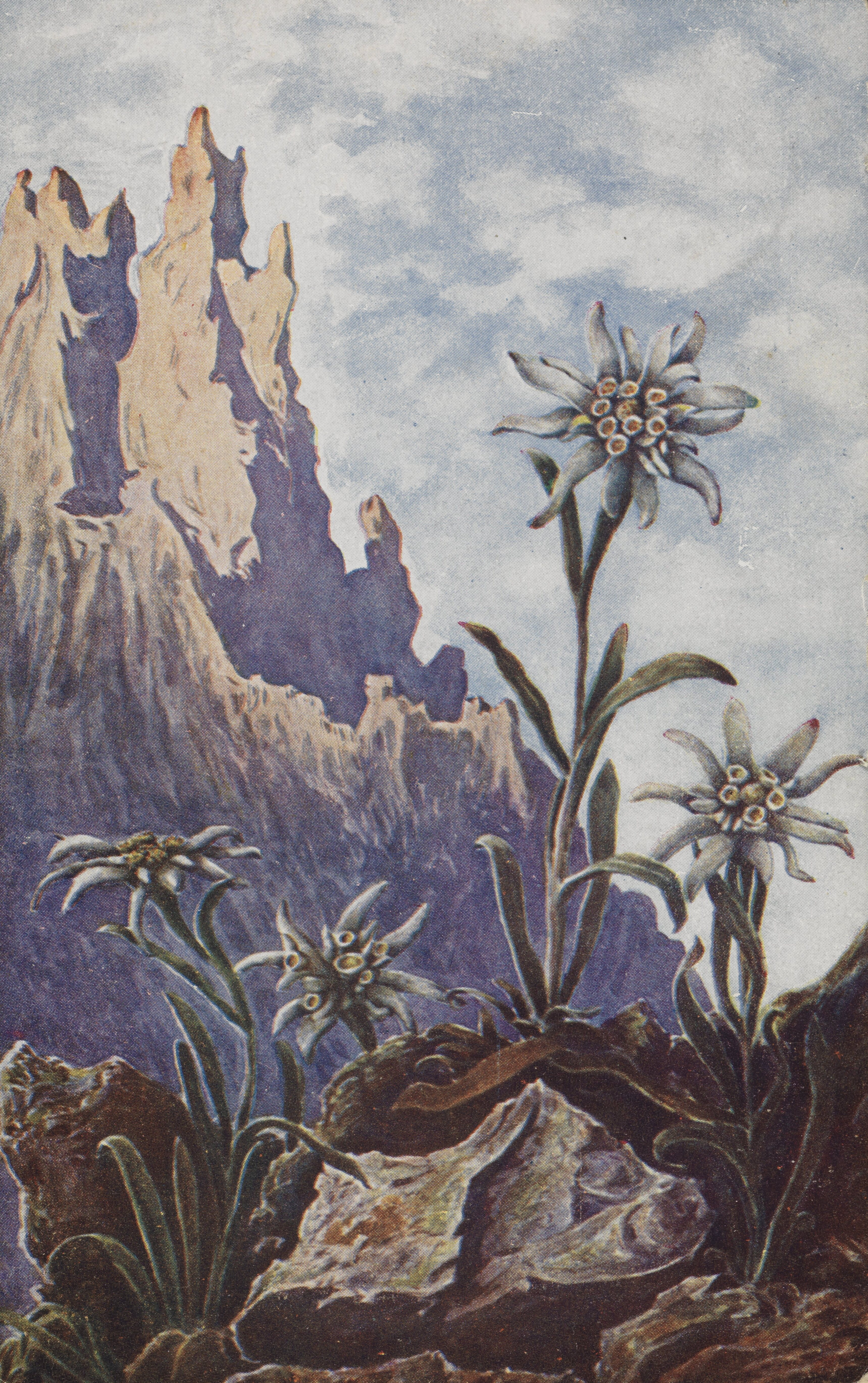
Krajobraz górski – akwarela St. Eljasza-Radzikowskiego na pocztówce

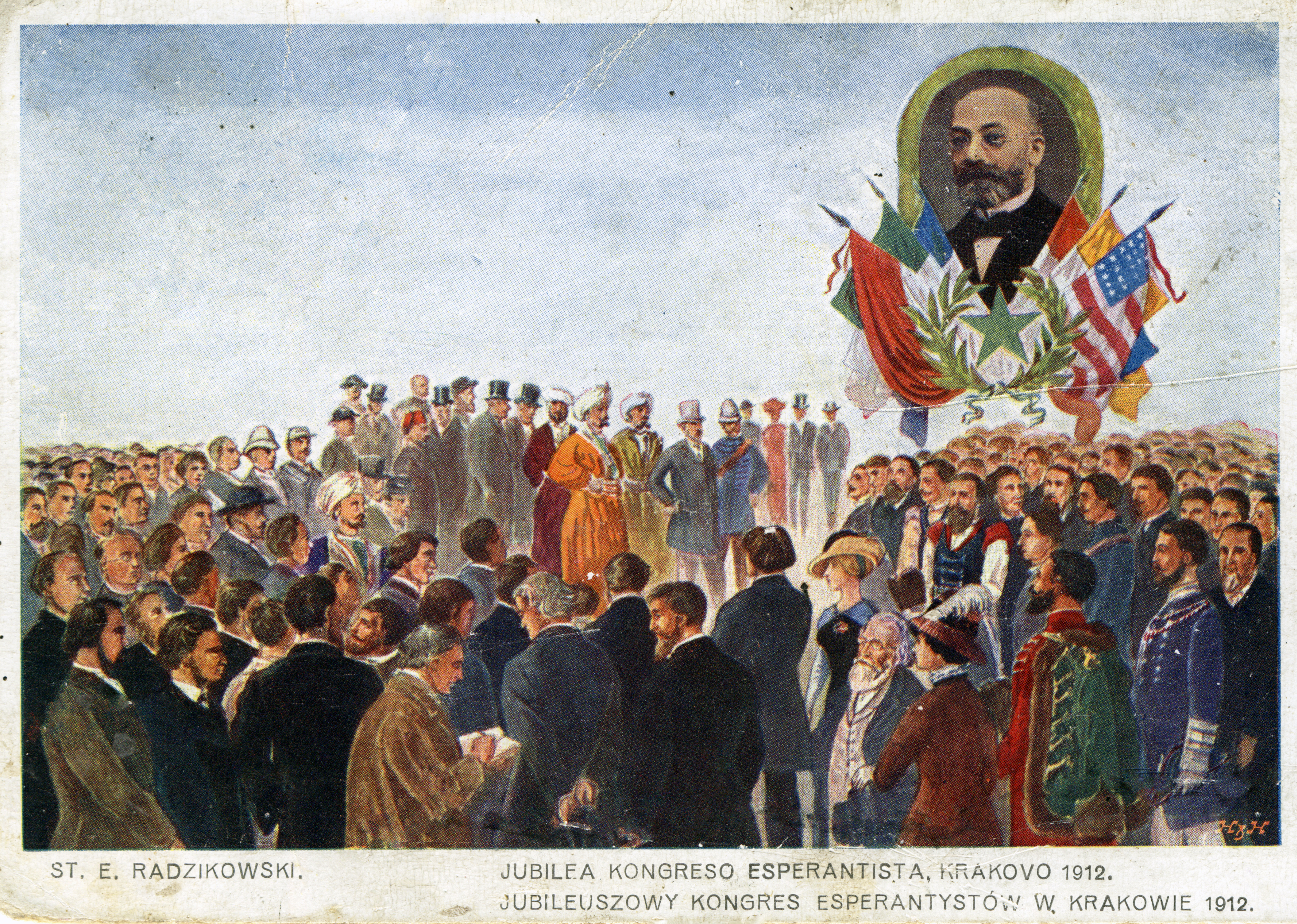
Pocztówka Światowego Kongresu Esperantystów w Krakowie, 1912 r.

Tatry poznawał od wczesnego dzieciństwa, najpierw w towarzystwie ojca, później czasem z tatrzańskimi przewodnikami, a w większości samodzielnie. Pomagał ojcu opracowywać nowe wydania jego przewodnika tatrzańskiego (Ilustrowany przewodnik do Tatr, Pienin i Szczawnic) i umieszczał w nim od 1891 r. własny rozdział z geograficznym, historycznym i przyrodniczym opisem Tatr i Podtatrza, który był też w coraz obszerniejszej postaci wydawany osobno pt. Pogląd na Tatry (p. niżej). Był bardzo czynny w Zakopanem, biorąc udział w większości poczynań dziejących się tu na przełomie XIX i XX w. Prowadził badania terenowe i archiwalne dotyczące Tatr (w tym dawnego górnictwa w tych górach), Podtatrza i samego Zakopanego oraz studia nad piśmiennictwem tatrzańskim. Był również autorem kilku nowel opartych na folklorze góralskim oraz szeregu opowiadań dla młodzieży, związanych głównie z Tatrami. Współpracował m.in. z „Przeglądem Zakopiańskim”, „Ludem”, „Pamiętnikiem Towarzystwa Tatrzańskiego”, „Tygodnikiem Ilustrowanym”, czasopismami „Nasz Kraj” i „Krzesanica”, a także spiskim „Zipser Bote”.
Przez 18 lat (1887-1905) pracował społecznie w zarządzie Towarzystwa Tatrzańskiego. Wytyczał i osobiście znakował w Tatrach pierwsze szlaki turystyczne.
W 1918-20 w związku ze sporami o granicę był aktywny w Komitecie Narodowym Obrony Spisza, Orawy, Czadeckiego i Podhala, a w 1919 zorganizował Konfederację Chochołowską, której przywódcą się ogłosił. Konfederacja zakończyła swoją działalność bez żadnych sukcesów, a epizod ten przyczynił się do załamania nerwowego Eljasza-Radzikowskiego i do jego wycofania się z wszelkiej aktywności związanej z Tatrami. Ostatnie lata życia spędził w Krakowie, gdzie był znany z ekscentrycznych i niekonwencjonalnych zachowań. Cierpiał na mizantropię, zmarł w osamotnieniu i nędzy.

## Wybrane publikacje
- Pogląd na Tatry (1891, 1896, 1900);
- Tatry Bielskie (1893, 1894);
- Polscy Górale tatrzańscy, czyli Podhale i Tatry na początku wieku XIX („Lud” 1897);
- Styl zakopiański („Lud” 1900, samodzielne wydanie 1901);
- Zakopane przed stu laty (1901-1902);
- Góry srebrne w Tatrzech otwarte R.P. 1502 (Pamiętnik T. T. 1902);
- Powstanie chochołowskie w roku 1846 (1904);
- Skarby zaklęte w Tatrach